# 村上紀香
村上紀香（日语：／ Murakami Motoka，1951年6月3日—），日本漫畫家。出身於東京都世田谷區。男性。父親是電影公司美術部所屬的畫師。

## 簡歷
高中時代受手塚治虫創辦的雜誌COM影響，立志成為漫畫家。1972年於《週刊少年Jump》連載《燃えて走れ》出道。
一開始在《週刊少年Jump》連載，後來轉移到《週刊少年Sunday》成為人氣漫畫家。作品常以格鬥技（特別是劍道）或其他運動項目為主題，卻包含善感的，對青春及人生的提問，並隨著時間增加深度。最知名的作品《六三四之劍》在1980年代頗受歡迎，先後動畫化、電玩化，使當時劍道與棒球並列日本小學生最歡迎的體育活動。
1991年轉到青年漫畫雜誌《Big Comic Original》，開始了《龍-RON-》長達十五年的連載。透過對懷著身世祕密的財閥獨生子、出身困苦的女演員，以及兩人周圍各色人等的描繪，織成一部以昭和初年日本及民初中國為舞臺的群像劇。這部在近代史的背景下，融合懸疑與科幻元素的作品，曾榮獲小學館漫畫賞、日本新媒體動漫藝術節漫畫部門優秀獎，可說是村上紀香漫畫家生涯的轉機。
其後發表了以可聽到他人心聲的小學女生為主角的《巫女家族》，及背景是戰間期巴黎美術界的中篇《戲夢人生》，作品題材相當廣泛。1996年以法律界為背景的《檢事犬神》，又回到集英社旗下雜誌（《Super Jump》）連載。2000年在同一雜誌連載《仁者俠醫》，敘述一位現代醫師回到古代後，如何在艱困的環境中行醫。此作不僅對醫學的描繪相當縝密，對人性尊嚴的描繪也得到相當高的評價。2009年TBS將《仁者俠醫》搬上小螢幕，獲得相當高的收視率；漫畫連載完結後，2011年又製播續集。

## 作風·特徴
- 長篇作品常採用雙女主角（主角的戀人有兩位女性）的設定。
- 對劍道的精細描寫。
- 頻繁使用擬聲「ドクン!」（DOKUN）。

## 獲獎經歷
- 1982年：第6屆講談社漫畫賞（《岳人列傳》）
- 1984年：第29屆小學館漫畫賞（《六三四之劍》）
- 1996年：第41屆小學館漫畫賞。（《龍-RON-》）
- 1998年：第2屆日本新媒體動漫藝術節 漫畫部門優秀賞。（《龍-RON-》）
- 2011年：第15屆手塚治虫文化獎漫畫大賞。（《仁者俠醫》）
- 2014年：第43屆日本漫畫家協會（日语：日本漫画家協会）賞優秀賞。（《フイチン再見！》）

## 作品映象化
- 1985年：《六三四之劍》（六三四の剣）被改編為72集電視動畫，由角田利隆導演。
- 1990年：《猛龍拳王》（へヴィ）被改編為動畫電影，由石黑昇導演。
- 1995年：《龍》（龍-RON-）被NHK改編為3集（每集45分鐘）的特別劇（日语：特別番組），由香取真理編劇，廣瀨滿導演，市川染五郎主演。
- 2000年：《紀念寫真（日语：NAGISA (映画)）》（NAGISA）被改編為電影，由小沼勝（日语：小沼勝）導演、松田圓（日语：松田まどか）主演。
- 2009年、2011年：《仁者俠醫》（JIN-仁-）被TBS改編為連續劇，由森下佳子編劇，平川雄一朗 等導演，大澤隆夫主演。

## 作品列表
| 中文名                         | 日文名                           | 連載                                       | 單行本 | 註解                                                |
| ------------------------------ | -------------------------------- | ------------------------------------------ | --- | --------------------------------------------------- |
|                                | 燃えて走れ!                      | 1972年、週刊少年Jump、集英社               | | 原作：岩崎呉夫                                      |
| 空城                           | 空の城                           | 1972年、週刊少年Jump                       | |                                                     |
|                                | 虎のレーサー                     | 1975年、週刊少年Jump                       | | 單行本也收錄了『熱風の虎』的「第一部 虎のレーサー」 |
| 熱風之虎                       | 熱風の虎                         | 1976年－1977年、週刊少年Jump               | 1977年－1978年、JumpSuperComics、集英社：1989年、Jump Comics Selection、集英社                                          |                                                     |
|                                | クレイジー・ロード               | 少年Sunday Comics                          | 1980年、EC Comics、Kodama出版                                                                                           |                                                     |
| 紅色飛馬                       | 赤いペガサス                     | 週刊少年Sunday、小學館                     | 1978年－1980年、少年SundayComics、小學館；1991年、少年Sunday Comics Wide版、小學館：1997年－1998年、小學館文庫、小學館  |                                                     |
| 賽車英雄                       | ドロファイター                   | 1980年－1981年、少年Sunday Comics          | 1980年－1981年、少年Sunday Comics                                                                                       |                                                     |
| 五代劍道                       | エーイ!剣道                      | 少年Sunday増刊号、小學館                   | 1980年、少年Sunday Comics：1992年、Super Visual Comics、小學館                                                          |                                                     |
| 岳人列傳                       | 岳人列伝                         | 少年Big Comic、小學館                      | 1980年、少年Big Comics、小學館：1993年、小學館叢書、小學館：1996年、文春文庫、文藝春秋                                  | 全2冊                                               |
| 六三四之劍                     | 六三四の剣                       | 週刊少年Sunday                             | 1981年－1985年、少年Sunday Comics、小學館：1992年－1994年、少年Sunday Comics Wide版、小學館：2000年－2001年、小學館文庫 |                                                     |
| 渾身是膽                       | 風を抜け!                        | 週刊少年Sunday                             | 1986年－1988年、少年Sunday Comics                                                                                       |                                                     |
| 紅色飛馬 第二部                | 赤いペガサスII-翔-               | 週刊少年Sunday                             | 1989年－1990年、少年SundayComics                                                                                        | 村上紀香為原作，千葉潔和繪製。                      |
| 猛龍拳王                       | へヴィ                           | 週刊少年Sunday                             | 1989年－1990年、少年Sunday Comics                                                                                       |                                                     |
| 獸劍傳說                       | 獣剣伝説                         | Young・Sunday、小學館                      | 1988年、Young Sunday Comics：1999年、中公文庫Comic版、中央公論新社                                                      |                                                     |
| 紀念寫真                       | NAGISA                           | Young・Sunday                              | 1990年、Young Sunday Comics：1999年、中公文庫Comic版                                                                    | 全1冊                                               |
| 奪命飛車                       | SIREN                            | Young・Sunday                              | 1991年Young Sunday Comics                                                                                               | 全1冊                                               |
| 龍                             | 龍-RON-                          | 1991年－2006年、Big Comic Original、小學館 | 1991年－、Big Comics、小學館                                                                                            | 長篇，全42冊                                        |
| 巫女家族                       | ミコ·ヒミコ                      | 小學六年生、小學館                         | 1992年－1994年、Young Sunday Comics：1999年、中公文庫Comic版                                                            | 全2冊                                               |
| 私說昭和文學                   | 私説昭和文学                     | Young・Sunday                              | 1996年、Young Sunday Comics特製本                                                                                       |                                                     |
|                                | 水に犬                           | Morning、講談社                            | 1995年、MorningKC、講談社                                                                                               |                                                     |
| 檢察官犬神                     | 検事犬神（ウルフ）               | Super Jump、集英社                         | 1996年、Jump Comics Deluxe、集英社                                                                                      |                                                     |
| 戲夢人生                       | メロドラマ                       | 週刊Morning                                | 1998年、MorningKC | 全2冊                                               |
| 仁者俠醫                       | JIN-仁-                          | 2000年－2010年、SuperJump                  | 2001年－2010年、Jump Comics Deluxe                                                                                      | 全20冊                                              |
| SNOW：村上紀香敘情傑作選       | 村上もとか叙情傑作選 SNOW        |                                            | 2006年、實業之日本社 | 短篇集                                              |
| 蠢太郎                         | 蠢太郎 JUNTARO                   | 2008年-2011年、Big Comic Original          | 2011年、小學館 | 全1冊                                               |
| 週刊漫畫日本史第25號：沙牟奢允 | 週刊漫畫日本史第25號「沙牟奢允」 | 週刊漫畫日本史第25号『沙牟奢允』           | 2010年、朝日新聞出版 | 全1冊                                               |
|                                | フイチン再見！                   | 2013年-、Big Comic Original                | | 日本女性漫畫家先驅上田俊子的傳記漫畫，全10冊        |

## 關連人物

### 師傅
- 望月明（日语：望月あきら）[1]

### 助手
- 橋本光男（日语：はしもとみつお）[2]
- 魚戶修[3]
- 笠原俊夫[4]
- 千葉潔和（日语：千葉きよかず）[5]

擔任村上紀香原作漫畫《紅色飛馬　II・翔》的作畫。
- 本山一城（日语：本山一城）[6]
- 早坂未紀（日语：早坂未紀）[7]
- 高田ミレイ[8]

## 註腳
1. ↑  日本漫画学院『漫画家リレー訪問記』2002年10月号／村上もとか先生 的存檔，存档日期2011-04-08.
2. ↑  日本漫画学院『漫画家リレー訪問記』2002年11月号／はしもとみつお先生 的存檔，存档日期2011-04-11.
3. ↑  〈1983年のぼくらより 村上もとか先生へ 魚戸おさむ〉，收錄於《週刊少年Sundayー1983》（《週刊少年Sunday》8月15日増刊號，第51巻第38號， 小學館，2009年8月15日）頁70 。
4. ↑  TOM'S DINERホームページ（笠原俊夫官方網站）「僕のプロフィール」 （页面存档备份，存于）
5. ↑  日本漫画学院『漫画家リレー訪問記』2006年9月号／千葉きよかず先生 Archive.today的存檔，存档日期2012-09-08
6. ↑  『漫画家人名事典』377頁
7. ↑  『漫画家人名事典』303頁
8. ↑  『漫画家人名事典』219頁

## 外部連結
- 村上紀香官方網站（日語）
- 日本漫畫學院2002年10月訪談（幸村誠推薦受訪）（日語）
- 日經business 2008年6月12日訪談（有照片）（日語）